# DaRon Holmes II
DaRon Rodrick Holmes II (Overland Park, 15 augustus 2002) is een Amerikaans basketballer die sinds 2024 als power forward uitkomt voor de Denver Nuggets.

## Carrière
Holmes speelde collegebasketbal voor de Dayton Flyers van 2021 tot 2024. Hij stelde zich in 2024 beschikbaar voor de NBA draft en werd als 22e in de eerste ronde gekozen door de Phoenix Suns. Holmes werd onmiddellijk tegen Ryan Dunn en enkele toekomstige draftkeuzes geruild naar de Denver Nuggets. Op 9 juli 2024 tekende Holmes een contract bij de Nuggets. Amper 3 dagen later liep Holmes een gescheurde achillespees op tijdens zijn debuut voor de Nuggets in de NBA Summer League, meteen het einde van zijn seizoen 2024/25.